# 음실압

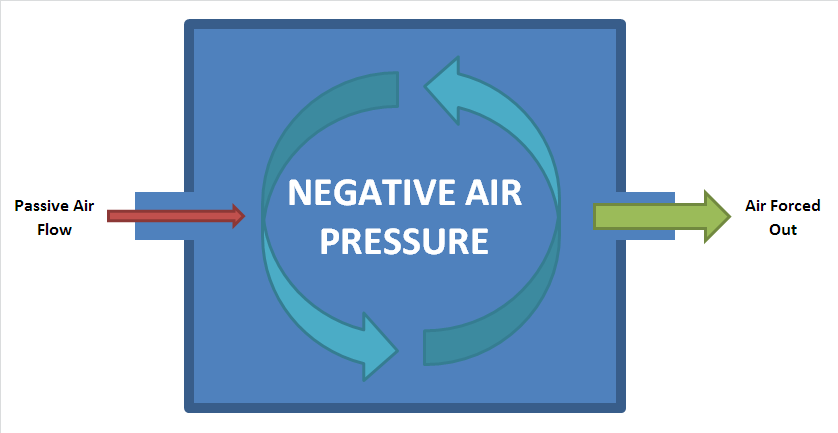
내부 공기가 강제로 밀려 나오므로 다른 흡입구에서 시스템으로 공기를 수동으로 끌어들이는 음의 공기 압력이 발생한다.

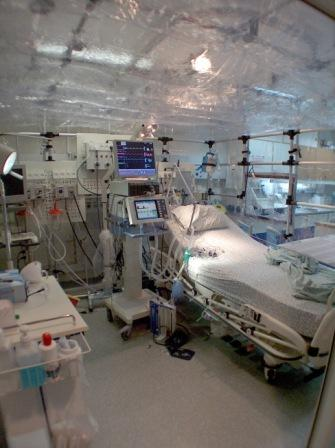
전염성 질환 환자를 위한 음압 격리실의 내부.

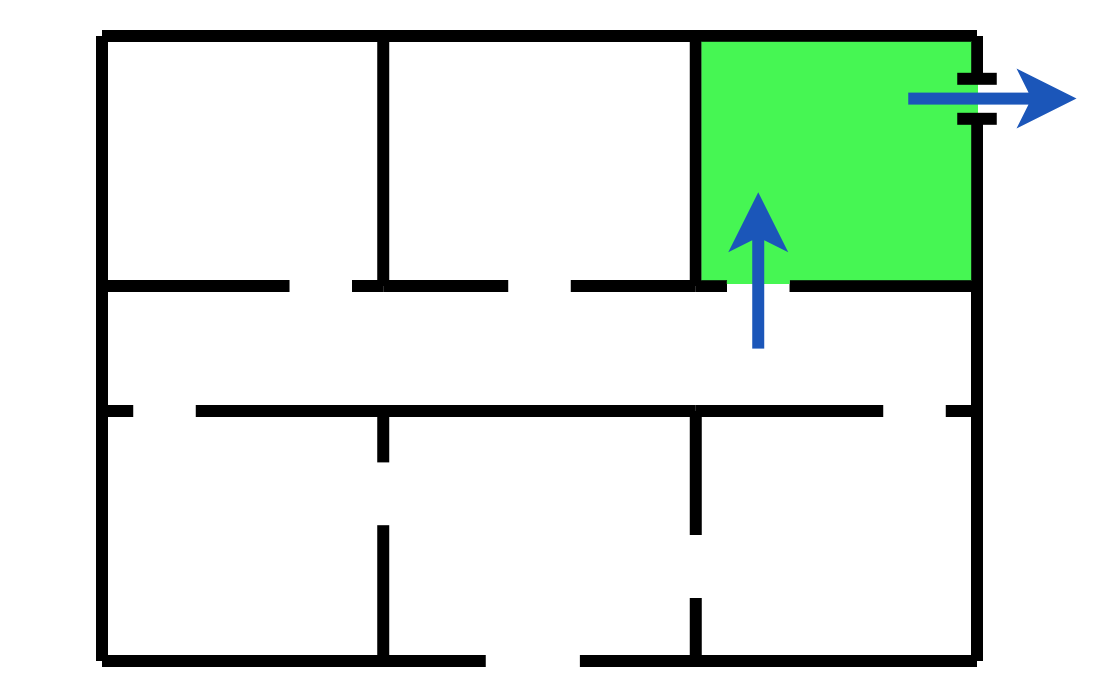
공기 (파란색으로 표시)가 복도에서 음압실(녹색)으로 한 방향으로 흐르는 방의 네트워크 도식. 배기 공기는 환기 시스템을 통해 해당 지역에서 안전하게 제거된다.

음실압(陰室壓, 영어: negative room pressure)은 병원에서 격리시 병실 사이의 오염을 막기 위해 사용하는 압력이며 이 원리를 사용한 병실을 음압 격리 병실(negative pressure isolation room, NPIR)이라고 한다. 환기 장치를 사용해 방 안의 기압을 음압으로 유지함으로써 외부의 공기가 방으로 들어올 수는 있지만 방의 공기가 밖으로 나갈 수는 없게 한다. 결핵, 홍역, 수두, 메르스, 사스, 인플루엔자, 코로나19 같은 공기를 매개로 한 접촉전염병 환자를 격리시킬 때 흔히 사용되는 방식이다.

## 동작 원리
음실압은 실내로 유입되는 공기보다 더 많은 공기를 실외로 내보내는 환기 시스템에 의해 생성되고 유지된다. 문 아래의 틈새(일반적으로 약 1.27cm 높이)를 통해 공기가 실내로 유입된다. 이 틈새를 제외하고는 최대한 밀폐 된 공간이어야 하며, 창문이나 조명기구 및 전기 콘센트와 같은 작은 틈새 및 작은 공간을 통해 공기가 유입되지 않아야 한다. 이러한 틈새가 발생하면, 음실압이 유지되지 않을 수 있다.
주변의 외부 환경으로 방출되어서는 안되는 화학 오염물, 미생물 또는 방사성 동위 원소와 같이 배출되면 안되는 물질 때문에 공기 배출구는 최소한 사람이나 다른 공간에 노출시키지 않도록 설계한다. 일반적으로 음압 격리 병실의 오염된 물질은 건물의 지붕에서 배출된다. 그러나 생체 안전 4 등급 수준의 감염률이 높은 미생물 같은 경우에는 주변의 외부 환경으로 방출되기 전에 먼저 자외선을 조사하거나 화학적 수단으로 공기를 기계적으로 여과하거나 소독한 후 방출한다. 핵 시설의 경우, 공기는 방사성 동위 원소의 존재 유무를 모니터링 하며, 일반적으로 높은 배기 덕트를 통해 배출한다. 공기는 배출되기 전에 여과되어 점유 공간에서 멀리 떨어진 공기에서 더 많이 배출된다.

## 연기 테스트
연기 테스트는 실내가 음압 환경에 있는지 판단하는데 도움이 된다.
1. 유색 연기가 들어있는 튜브를 음압 격리실 문 앞 약 5.08cm 정도 되는 곳에 설치한다.
2. 연기가 들어있는 튜브를 문과 평행하게 유지한 다음 밸브를 부드럽게 눌러 소량의 연기를 배출한다.
3. 튜브에서 나오는 연기가 공기의 흐름보다 빠르게 압도하지 않도록 튜브로부터 연기를 천천히 방출시킨다.
4. 음압 격리실이 음압 상태이면 연기가 문 아래 틈을 통해서 방으로 이동한다. 방이 음압 상태가 아니면, 연기가 정지하거나, 연기가 바깥쪽으로 날아간다.

## 같이 보기
- 격리
- 음압 격리 병실